# Daniel J. Bickel
Daniel J. Bickel, Daniel John Bickel, född 1946, är en australisk entomolog vid Australian Museum som specialiserat sig på tvåvingar.
Auktorsnamnet Bickel kan användas för Daniel J. Bickel i samband med ett vetenskapligt namn inom zoologin; se Wikipedia-artiklar som länkar till auktorsnamnet.